# Oenanthe stylosa
Oenanthe stylosa är en flockblommig växtart som beskrevs av Christiaan Hendrik Persoon. Oenanthe stylosa ingår i släktet stäkror, och familjen flockblommiga växter. Inga underarter finns listade i Catalogue of Life.